# Њу Трајер (Минесота)
Њу Трајер (енгл. New Trier) град је у америчкој савезној држави Минесота.

## Демографија
По попису из 2010. године број становника је 112, што је 4 (-3,4%) становника мање него 2000. године.
| Група             | 2000.       | 2010.       |
| Белци             | 110 (94,8%) | 109 (97,3%) |
| Афроамериканци    | 0 (0,0%)    | 1 (0,9%)    |
| Азијати           | 0 (0,0%)    | 0 (0,0%)    |
| Хиспаноамериканци | 4 (3,4%)    | 0 (0,0%)    |
| Укупно            | 116         | 112         |